# (16802) Rainer
(16802) Rainer (1997 SP3) – planetoida z pasa głównego asteroid okrążająca Słońce w ciągu 3,59 lat w średniej odległości 2,34 j.a. Odkryta 25 września 1997 roku.